# Добрик (Брасовский район)
Добрик (Старый Добрик) — село в Брасовском районе Брянской области, административный центр Добриковского сельского поселения. 
 Расположено в 22 км к северо-востоку от посёлка городского типа Локоть. Население — 350 человек (2010).
Имеется отделение связи, библиотека.

## История
Упоминается с 1620-х гг. в составе Брасовского стана Севского уезда. Первоначально — деревня в приходе села Колошичи; с 1720 года — село с храмом Св. Георгия; в 1876—1883 гг. был построен каменный храм Знамения Богородицы (частично сохранился, требует восстановления).
С 1741 года — владение Апраксиных. С 1861 года — центр Добрикской волости, с 1880-х гг. в Литовенской (Девичьевской) волости, с 1924 в Брасовской волости. В 1877 году была открыта земская школа.
С 1929 года в Брасовском районе; до 2005 — центр Добриковского сельсовета.
Выдающиеся выходцы села Добрик — Осадчий Владимир Иванович, выдающийся деятель в области гидрометеорологии; член-корреспондент НАН Украины, доктор географических наук, директор Украинского гидрометеорологического института.
Евсюнин Федор Анисимович. Родился 21 июня 1914 года в с. Добрик Брасовского района Брянской области.
После окончания сельской школы в 1929 году работал скотником, затем, окончив бухгалтерские курсы, счетоводом в совхозе и райпотребсоюзе. В 1934 году окончил совпартшколу и избран председателем сельсовета, а затем секретарём райисполкома. В 1936 году поступил в Ленинградский юридический институт, потом в аспирантуру, но в связи с началом Великой Отечественной войны оставил учёбу и добровольцем вступил в ополчение.
Воевал рядовым бойцом, командиром орудия, политруком отделения на Ленинградском фронте. В августе 1942 года был тяжело ранен, получил инвалидность и после демобилизации в январе 1943 года работал следователем ряда районных прокуратур в Алма-Атинской области.
В ноябре 1944 года он утверждается прокурором Пярнусского уезда Эстонской ССР, в 1950 году стал прокурором г. Пярну, в 1956 году прокурором контрольно-инспекторского отдела Прокуратуры СССР, в 1962 году прокурором Свердловского района г. Москвы. В 1964 году избран заместителем председателя исполкома Свердловского райсовета г. Москвы.
Старший советник юстиции, за боевое и трудовое отличие награждён орденом Отечественной войны 2-й степени, медалями «За отвагу», «За оборону Ленинграда», «За победу над Германией в Великой Отечественной войне 1941—1945 гг.», «За доблестный труд в Великой Отечественной войне 1941—1945 гг.», Почётными грамотами Президиума Верховного Совета Эстонской ССР, неоднократно поощрялся приказами Прокурора Эстонской ССР и Генерального прокурора СССР.